# Trần Văn Hương
Trần Văn Hương (1 tháng 12 năm 1902 – 27 tháng 1 năm 1982) là một chính khách Việt Nam Cộng hòa, từng là Thủ tướng (1964–1965 và 1968–1969), Phó Tổng thống (1971–1975) Tổng thống thứ ba của Việt Nam Cộng hoà trong vòng bảy ngày (21–28 tháng 4 năm 1975) trước khi Sài Gòn thất thủ.

## Thân thế
Trần Văn Hương sinh năm 1903 tại làng Long Châu, quận Châu Thành (nay là thành phố Vĩnh Long), tỉnh Vĩnh Long trong một gia đình nghèo.
Nhờ học giỏi và được sự hy sinh của gia đình, Trần Văn Hương được ra Hà Nội học trường Cao đẳng Sư phạm.
Sau khi tốt nghiệp, Trần Văn Hương được bổ về dạy tại Collège Le Myre De Villers tại Mỹ Tho, cũng là ngôi trường cũ mà ông đã theo học mấy năm trước.
Thời gian 1943-1945, ông Hương là giáo sư dạy môn văn chương và luận lý tại trường này. Ông là một thầy giáo đã từng đào tạo nhiều học trò nổi tiếng (tướng Dương Văn Minh, tổng thống cuối cùng của Việt Nam Cộng hòa, cũng tự nhận là một học trò của ông) và từng giữ chức vụ Đốc học Tây Ninh.

## Thời kỳ tham chính
Cách mạng tháng Tám 1945 nổ ra, ông tham gia chính quyền Việt Minh với tư cách nhân sĩ tự do. Khi Pháp tái chiếm Đông Dương, ông được cử giữ chức Chủ tịch Ủy ban Hành chính Kháng chiến tỉnh Tây Ninh. Tuy nhiên, năm 1946, do ông thấy có những trường hợp bộ đội du kích quy chụp cho nhiều trí thức là Việt gian rồi đem xử bắn nên ông bỏ về quê sống ẩn dật và tuyên bố bất hợp tác với cả chính quyền Việt Minh lẫn Pháp, Nam Kỳ tự trị thuộc Đông Dương, sau này là Quốc gia Việt Nam. Sau đó, ông vào Sài Gòn mở hiệu thuốc cho đến năm 1954. Trong thời gian đó ông lập đảng Phục Hưng, nhóm họp một số nhân vật chính trị như Tổng trưởng Kinh tế và Kế hoạch Trần Văn Văn.
Sau Hiệp định Genève, năm 1955, ông ra làm thị trưởng đô thành Sài Gòn trong chính quyền của Thủ tướng Ngô Đình Diệm một thời gian ngắn. Sau đó, ông từ chức để phản đối chính sách độc tài gia đình trị của Ngô Đình Diệm thời Đệ Nhất Cộng hòa. Năm 1960, ông cùng 17 nhân sĩ thành lập nhóm Tự do Tiến bộ, tổ chức họp báo tại khách sạn Caravelle (thường được gọi là "nhóm Caravelle"), chính thức xác nhận địa vị đối lập với chính quyền. Khi cuộc đảo chính của đại tá Nguyễn Chánh Thi đứng đầu nổ ra, nhóm đã tuyên bố ủng hộ. Vì thế ông cùng 17 vị nhân sĩ nhóm Caravelle bị chính quyền bắt giam. Trong tù, ông có viết một tập thơ lấy tên là Lao trung lãnh vận (tức "Những vần thơ lạnh lẽo ở trong tù").

### Thủ tướng
Sau khi chính quyền Ngô Đình Diệm bị phe quân nhân đảo chính trong nội bộ, năm 1964, ông lại được cử giữ chức Đô trưởng Sài Gòn lần thứ 2. Không lâu sau, ngày 4 tháng 11 năm 1964, ông lại được Quốc trưởng Phan Khắc Sửu mời giữ ghế Thủ tướng và lập Nội các:
| Thứ tự | Chức vụ                                                | Tên              |
| ------ | ------------------------------------------------------ | ---------------- |
| 1      | Thủ tướng kiêm Tổng trưởng Quân lực                    | Trần Văn Hương   |
| 2      | Đệ Nhất Phó thủ tướng kiêm Tổng trưởng Nội vụ          | Nguyễn Lưu Viên  |
| 3      | Đệ Nhị Phó thủ tướng kiêm Thống đốc Ngân hàng Quốc gia | Nguyễn Xuân Oánh |
| 4      | Tổng trưởng Ngoại giao                                 | Phạm Đăng Lâm    |
| 5      | Tổng trưởng Tư pháp                                    | Lữ Văn Vi        |
| 6      | Tổng trưởng Thông tin                                  | Lê Văn Tuấn      |
| 7      | Tổng trưởng Kinh tế                                    | Nguyễn Duy Xuân  |
| 8      | Tổng trưởng Tài chánh                                  | Lưu Văn Tính     |
| 9      | Tổng trưởng Cải tiến Nông thôn                         | Ngô Ngọc Đối     |
| 10     | Tổng trưởng Công chánh                                 | Lê Sĩ Ngạc       |
| 11     | Tổng trưởng Văn hóa Giáo dục                           | Phan Tấn Chức    |
| 12     | Tổng trưởng Y tế                                       | Trần Quang Diệu  |
| 13     | Tổng trưởng Xã hội                                     | Đàm Sĩ Hiến      |
| 14     | Tổng trưởng Lao động                                   | Nguyễn Hữu Hùng  |
| 15     | Tổng trưởng Phủ Thủ tướng                              | Phạm Văn Toàn    |

Sang Tháng Giêng năm 1965 trước áp lực của phe quân nhân, Trần Văn Hương phải cải tổ Nội các Chính phủ trung ương, thu nạp thêm 4 tướng lãnh. Nội các mới có thêm những chức vụ sau đây.
| Thứ tự | Chức vụ                         | Tên                          |
| ------ | ------------------------------- | ---------------------------- |
| 1      | Đệ Nhị Phó thủ tướng            | Trung tướng Nguyễn Văn Thiệu |
| 2      | Tổng trưởng Quân lực            | Trung tướng Trần Văn Minh    |
| 3      | Tổng trưởng Tâm lý chiến        | Thiếu tướng Linh Quang Viên  |
| 4      | Tổng trưởng Thanh niên Thể thao | Thiếu tướng Nguyễn Cao Kỳ    |

Nguyễn Xuân Oánh chuyển xuống làm Đệ Tam Phó thủ tướng. Tuy nhiên chính phủ của Trần Văn Hương không tồn tại được lâu vì ngày 27 tháng 1 năm 1965, tướng Nguyễn Khánh làm cuộc chỉnh lý, lật đổ chính quyền dân sự và Quốc trưởng Phan Khắc Sửu bị truất phế. Trần Văn Hương cũng bị bắt và quản thúc một thời gian ở Vũng Tàu.
Năm 1968, để tạo ảnh hưởng, Tổng thống Nguyễn Văn Thiệu đã mời ông ra làm Thủ tướng lần thứ hai.

### Phó tổng thống
Năm 1971, ông cùng Nguyễn Văn Thiệu liên danh ứng cử và đắc cử chức vụ Phó tổng thống nhiệm kỳ 1971-1975.

### Tổng thống
Ngày 21 tháng 4 năm 1975, Tổng thống Nguyễn Văn Thiệu phải tuyên bố từ chức và trao quyền lại cho Phó tổng thống Trần Văn Hương. Ông cũng chỉ nắm chức vụ trong vòng 7 ngày. Ngày 28 tháng 4, ông đã trao quyền lãnh đạo cho tướng Dương Văn Minh để tìm cách điều đình với lực lượng Cộng hòa Miền Nam Việt Nam đang tiến vào sát thủ đô Sài Gòn.

## Đời tư
Ông lấy vợ Lưu Thị Triệu, sống ở căn nhà số 216 đường Phan Thanh Giản, Sài Gòn. Ông bà có hai người con trai. Con trai lớn là ông Trần Văn Dõi (còn có tên Lưu Vĩnh Châu, 1924–2011) và con thứ là Trần Văn Đính (sinh 1925). Trần Văn Dõi theo Việt Minh rồi tập kết ra Bắc. Trần Văn Đính làm phụ tá cho cha ở Sài Gòn rồi tỵ nạn sang Mỹ năm 1975, sống ở California, Hoa Kỳ. Cháu nội ông là Trần Bảo Danh (con của ông Trần Văn Đính) nay sống ở Oregon, Hoa Kỳ. Trần Văn Dõi sống ở Thành phố Hồ Chí Minh đến khi qua đời, con gái ông (cháu nội Hương) đến Hungary để sống ở đó với chồng bản xứ và có 1 con trai, chắt nội đó của ông Hương nay về Việt Nam để huấn luyện bóng đá.
Những năm tháng cuối đời, ông sống chung với em gái, em rể, và người con trai lớn Trần Văn Dõi, một cán bộ của Ban Công nghiệp Trung ương, nguyên là đại úy Quân đội Nhân dân Việt Nam đã từng tham gia trận Điện Biên Phủ.
Ông mất ngày 27 tháng 1 năm 1982, nhằm ngày mồng 3 Tết Nhâm Tuất, hưởng thọ 80 tuổi.